# Michael Gardawski
Michael Gardawski (Colonia, 25 settembre 1990) è un calciatore tedesco, centrocampista o difensore dell'Eintracht Hohkeppel.

## Palmarès

### Club

#### Competizioni nazionali
- Supercoppa di Polonia: 1

KS Cracovia: 2020